# Franck Songo'o
Franck Songo'o (Yaoundé, 14 maggio 1987) è un ex calciatore camerunese con cittadinanza francese.
È figlio di Jacques Songo'o, ex portiere, anche suo fratello Yann è un calciatore.

## Carriera
Nella sua carriera, dopo un'esperienza inglese, torna in Spagna vestendo in prestito prima la maglia del Real Saragozza e successivamente quella del Real Sociedad. Il 29 novembre 2010, dopo aver rescisso il contratto con le precedenti squadre, viene acquistato a titolo definitivo dall'Albacete Balompié. Il 17 febbraio 2012 passa al Portland Timbers per tutto il 2012.

## Palmarès

### Nazionale
- Campionato d'Europa Under-17: 1

2004